# David Castedo
David Castedo Escudero (ur. 26 stycznia 1974 w Palma de Mallorca) – piłkarz hiszpański grający na pozycji lewego obrońcy. Występował w takich klubach, jak: RCD Mallorca, Hércules CF, CF Extremadura, Sevilla FC oraz Levante UD.